# Corynebacterium pseudodiphteriticum
Corynebacterium pseudodiphteriticum é um bacilo gram-positivo  considerado comensal e é parte da flora da orofaringe e cutânea.
Corynebacterium pseudodiphteriticum é um dos bacilos causadores da pneumonia.